# Takuya Mikami
Takuya Mikami (japanisch 三上 卓哉 Mikami Takuya; * 13. Februar 1980 in der Präfektur Saitama) ist ein ehemaliger japanischer Fußballspieler.

## Karriere
Mikami erlernte das Fußballspielen in der Schulmannschaft der Bunan High School und der Universitätsmannschaft der Komazawa-Universität. Seinen ersten Vertrag unterschrieb er 2002 bei den Urawa Reds. Der Verein spielte in der höchsten Liga des Landes, der J1 League. 2003 gewann er mit dem Verein den J.League Cup. Für den Verein absolvierte er fünf Erstligaspiele. Im Juni 2004 wechselte er zum Zweitligisten Kyoto Purple Sanga (heute: Kyoto Sanga FC). 2005 wurde er mit dem Verein Meister der J2 League und stieg in die J1 League auf. Am Ende der Saison 2006 stieg der Verein in die J2 League ab. Für den Verein absolvierte er 93 Ligaspiele. 2008 wechselte er zum Ligakonkurrenten Ehime FC. Für den Verein absolvierte er 80 Ligaspiele. Ende 2011 beendete er seine Karriere als Fußballspieler.

## Erfolge
Urawa Reds
- J1 League

Vizemeister: 2004
- J.League Cup

Sieger: 2003
Finalist: 2002, 2004